# Martha Grill
Martha Grill, geborene Petri (* 16. September 1912 in Újsóvé (deutsch Neuschowe), Königreich Ungarn, Österreich-Ungarn; † 15. November 2011 in München, Deutschland) war eine jugoslawiendeutsche Germanistin und Autorin.

## Leben
Grill war die Tochter des Tierarztes Johann Petri aus der südlichen Batschka, der seinen Hang zu Schreiben und Kunst an seine Tochter weitergab. Sie gab die Mundartgedichte ihres Vaters in zwei Bänden heraus. In Novi Sad, Zagreb und Laibach besuchte sie eine deutschsprachige Volks- und Bürgerschule und studierte Germanistik. In Berlin promovierte sie zum Dr. phil. 1939 gab sie ihr Sammelwerk „Donauschwäbisches Dichterbuch“ heraus, mit dem sie in den deutschsprachigen Siedlungen Südosteuropas bekannt wurde. Von 1954 bis 1958 war sie Redakteurin der „Südostdeutschen Vierteljahresblätter“. Weiter veröffentlichte sie eine Reihe von Aufsätzen über die Kulturgeschichte der Donauschwaben.

## Veröffentlichungen
- Donauschwäbisches Dichterbuch. A. Luser, 1939, 376 Seiten
- Das Schrifttum der Südostschwaben in seiner Entwicklung von den Anfängen bis zur Gegenwart. Friedrich-Wilhelms-Universität, Berlin 1940. 102 Seiten